# Henry Redhead Yorke
Pour les articles homonymes, voir Henry Yorke et Yorke.
Henry Galgacus Redhead Yorke, né le 9 décembre 1802 et mort à Londres le 12 mai 1848, est un homme politique britannique. Fils de métis antillais, il est l'un des premiers députés d'ascendance non-blanche à siéger au Parlement du Royaume-Uni.

## Biographie
Il est l'un des quatre enfants de Henry Redhead Yorke (en), écrivain radical, lui-même fils d'un propriétaire britannique de plantation à Antigua et d'une esclave noire barbadienne affranchie. Henry Redhead Yorke donne pour deuxième prénom à son fils Henry son propre nom de plume « Galgacus », emprunté à Calgacos, chef d'une rébellion britannique celte contre les occupants romains au Ier siècle. Élevé dans le comté du Surrey en Angleterre, le jeune Henry Galgacus est éduqué à l'école Charterhouse puis au collège d'Eton, deux des plus prestigieuses public schools du Royaume-Uni ; son père s'assure ainsi qu'il ait une éducation de gentleman. Il étudie ensuite comme pensionnaire au collège Christ's College de l'université de Cambridge,,.
En 1837 il épouse Elizabeth Cecilia Crosbie, unique enfant du 4e baron Branden de la pairie d'Irlande. Aux élections législatives de 1841 il est élu député de la circonscription de la cité de York à la Chambre des communes, sous les couleurs du Parti whig. Il se définit lui-même comme un radical. Il est soit le premier député au moins partiellement non-blanc au Parlement britannique, conjointement avec l'anglo-indien David Dyce Sombre, soit le deuxième après John Stewart en 1832, antillais comme lui et très certainement métis. Le premier discours de Henry Yorke à la Chambre, en septembre 1841, est un appel à fournir des aides publiques aux pauvres des classes ouvrières, dont il souligne la misère grandissante, et à abroger la Nouvelle loi sur les pauvres de 1834 qui cantonne les indigents dans des « maisons de travail » aux conditions souvent inhumaines. Quelques jours plus tard, il propose un amendement à cette loi de 1834, pour que les époux envoyés en maison de travail ne soient pas séparés,,,,.
Il est réélu sans opposition aux élections législatives de 1847. L'année suivante, toutefois, il se suicide publiquement en avalant du cyanure à Regent's Park, à Londres, à l'âge de 45 ans. L'autopsie révèle qu'il souffrait alors d'une inflammation du cerveau, et le médecin légiste conclut à un acte résultant d'une perte de la raison,.